# 120 років Одеському державному академічному театру опери та балету (монета)
«120 ро́ків Оде́ському держа́вному академі́чному теа́тру о́пери та бале́ту» — ювілейна монета номіналом 5 гривень, випущена Національним банком України, присвячена 120-річчю відомої будівлі — Одеського державного академічного театру опери та балету, яка виконана в стилі віденського бароко. Театр побудований за проектом архітекторів Фердинанда Фельнера і Германа Гельмера і відкритий у 1887 році. Стеля зали для глядачів розписана віденським художником Францем Лефлером за сюжетами творів Шекспіра. Театр цікавий не тільки своєю архітектурою, але й багатою творчою біографією.
Монету введено в обіг 25 липня 2007 року. Вона належить до серії «Пам'ятки архітектури України».

## Опис монети та характеристики
| Номінал грн. | Метал      | Маса, г | Діаметр, мм | Якість виготовлення       | Гурт     | Тираж, штук |
| ------------ | ---------- | ------- | ----------- | ------------------------- | -------- | ----------- |
| 5            | нейзильбер | 16,54   | 35,0        | спеціальний анциркулейтед | рифлений | 35 000      |

### Аверс
На аверсі зображено сцену з балету та розміщено: малий Державний Герб України (угорі), напис «НАЦІОНАЛЬНИЙ БАНК УКРАЇНИ», унизу номінал та рік карбування «5/ГРИВЕНЬ». На обох монетах розміщено логотип Монетного двору Національного банку України.

### Реверс

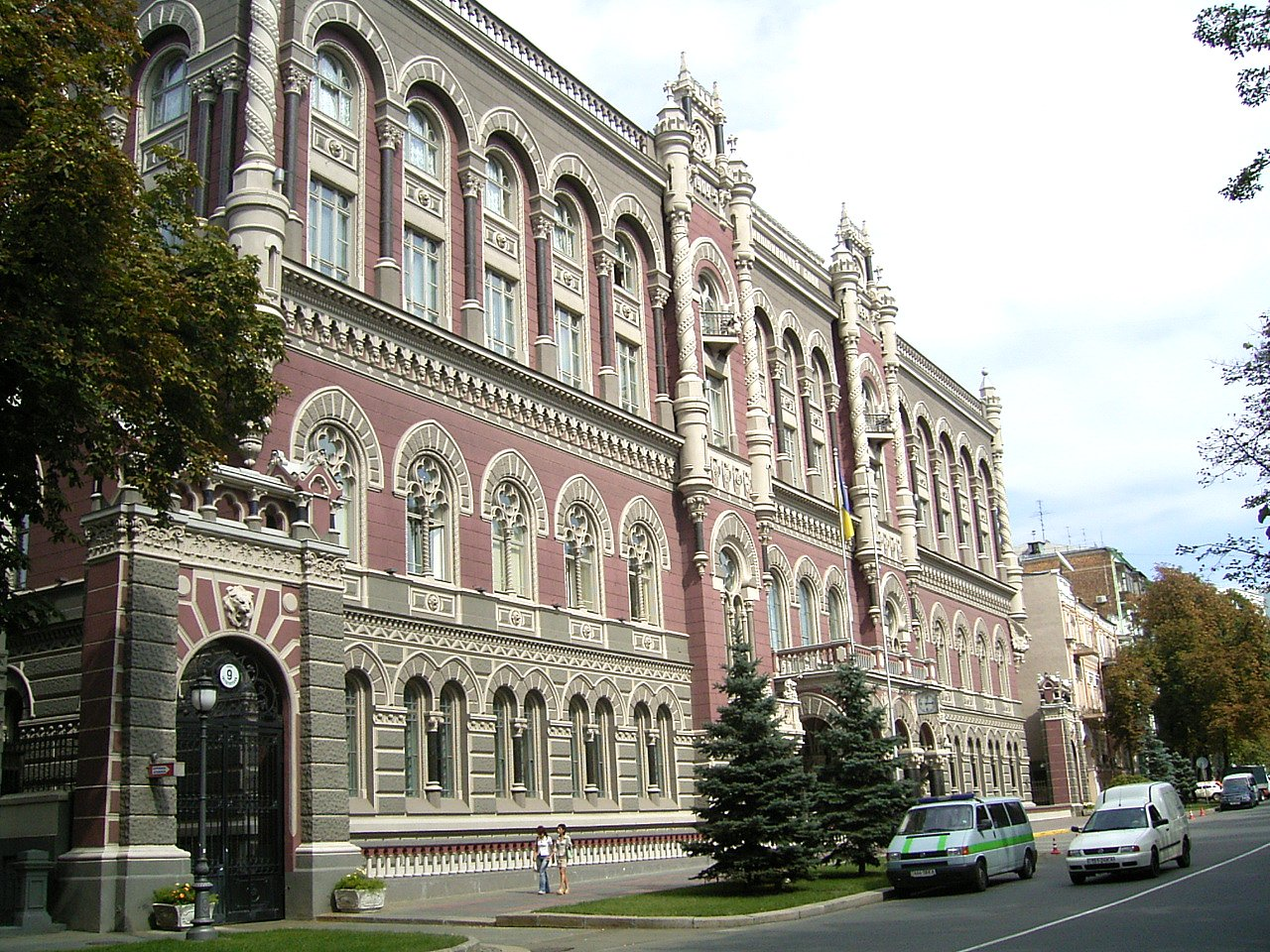
Будівля Національного банку України

На реверсі зображено будівлю Одеського державного академічного театру опери та балету, під якою розміщено напис «120 РОКІВ», по колу монети — «ОДЕСЬКИЙ ДЕРЖАВНИЙ АКАДЕМІЧНИЙ ТЕАТ ОПЕРИ ТА БАЛЕТУ».

## Автори
- Художники: аверс: Атаманчук Володимир; реверс: Таран Володимир, Харук Олександр, Харук Сергій.
- Скульптори: Атаманчук Володимир, Дем'яненко Володимир.

## Вартість монети
Ціна монети — 20 гривень була вказана на сайті Національного банку України в 2012 році.
Фактична приблизна вартість монети з роками змінювалася так:
| Рік        | 2010 | 2011 | 2012 | 2013 | 2014 | 2015 | 2016 | 2017 | 2018 | 2019 | 2020 | 2021 | 2022 | 2023 | 2024 | 2025 |
| ---------- | ---- | ---- | ---- | ---- | ---- | ---- | ---- | ---- | ---- | ---- | ---- | ---- | ---- | ---- | ---- | ---- |
| Ціна, грн. | 25   | 25   | 25   | 30   | 45   | 85   | 100  | 110  | 110  | 115  | 125  | 135  | 140  | 230  | 320  | 320  |